# 热尔曼·阿德里安·博格斯
热尔曼·阿德里安·博格斯（Germán Adrián Burgos，1969年4月16日—)，乃一名阿根廷職業足球員，司職守門員，於2004年退役。
貝高斯早年出身於阿根廷聯賽球會費洛（Ferro Carril Oeste），曾效力當地班霸球會河床數年。至1999年轉往西班牙效力西甲球會。2001年他再轉投。現時擔任的守門員助教。
他亦是阿根廷國家隊的後備守門員，曾參加1998年和2002年世界盃。